# Ortsfeste Funkstelle
Eine Ortsfeste Funkstelle (kurz: OfestFuSt; englisch land station) ist gemäß Definition der Internationalen Fernmeldeunion eine Funkstelle des Mobilfunkdienstes, die nicht dazu bestimmt ist, während der Bewegung betrieben zu werden.

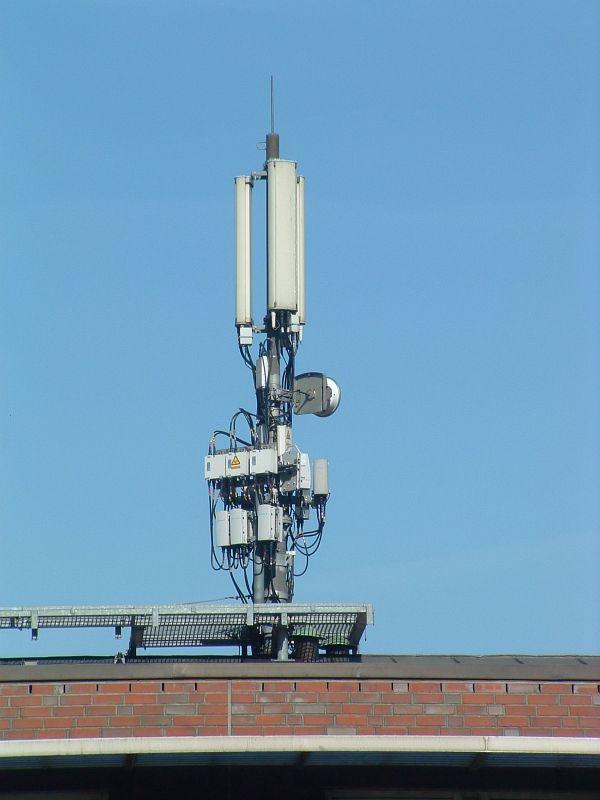
OfestFuSt mobiler Landfunkdienst, Antennen GSM-Basisstation
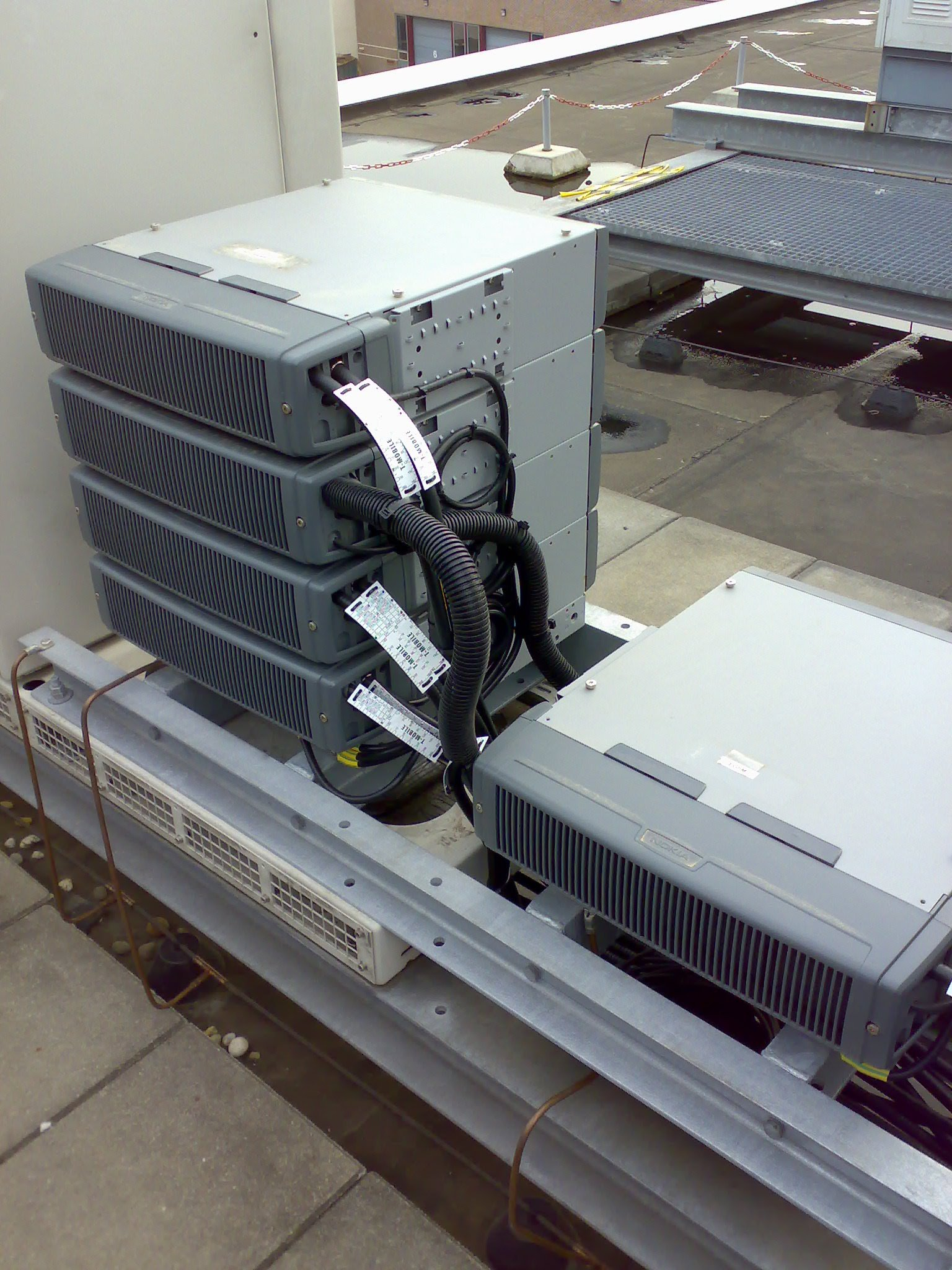
GSM-Sendeempfänger